# Robertsonidra praecipua
Robertsonidra praecipua är en mossdjursart som beskrevs av Hayward och Ryland 1995. Robertsonidra praecipua ingår i släktet Robertsonidra och familjen Robertsonidridae. Inga underarter finns listade i Catalogue of Life.